# Beaune
Beaune (francosko: [bon] ; v burgundščini Beane) velja za vinsko prestolnico Burgundije v departmaju Côte-d'Or v vzhodni Franciji. Leži se med Lyonom in Dijonom. Beaune je eno ključnih vinskih središč v Franciji in pomembno središče burgundske vinske proizvodnje in poslovanja. Letna vinska dražba Hospices de Beaune je glavna vinska dražba v Franciji.
Mesto obdajajo nekatere najbolj znane vinske vasi na svetu, kot sta Mersault ali Puligny Montrachet, medtem ko so objekti in kleti številnih proizvajalcev, velikih in majhnih v zgodovinskem središču samega Beaunea, kot so že od rimskih časov. Z bogato zgodovinsko in arhitekturno dediščino velja Beaune za »prestolnico burgundskih vin«. Je starodavno in zgodovinsko mesto na ravnini ob hribih Côte d'Or, z značilnostmi, ki so ostale od predrimske in rimske dobe, srednjega veka in renesanse.
Beaune je obzidano mesto, katerega večina obzidja, nasipov in jarka se je ohranila v dobrem stanju. Osrednje »staro mestno jedro« znotraj obzidja je obsežno. Zgodovinsko gledano je Beaune tesno povezan z burgundskimi vojvodami.
Hospices de Beaune iz 15. stoletja v središču mesta je ena najbolje ohranjenih renesančnih stavb v Evropi. Med drugimi znamenitostmi v Beauneu so stara tržnica (Les Halles), Beffroi (stolp z uro) in kolegijska cerkev Notre Dame. Beaune je glavno središče barvne renesančne strešne kritine burgundski strešniki v regiji. Zaradi svojega zgodovinskega pomena pri pridelavi vina in edinstvenega sistema terroir v regiji je bilo mesto Beaune leta 2015 vpisano na seznam svetovne dediščine UNESCO kot del območja Climats, terroirs of Burgundy.

## Zgodovina
Kamnita linija Couches (imenovana tudi Menhirji d'Epoigny) leži južno od ceste D 978, severozahodno od naselja Couches in jugozahodno od Beaunea.
Najstarejša omemba imena Beaune se pojavlja na merovinškem kovancu z napisom BELENO CAS[TRO] in v spisih iz leta 664 Pagus Balnensis, leta 861 Belna, leta 1005 Belna Castrum in leta 1164 Belna.
Preden je Beaune leta 1203 dobil mestne pravice od burgundskega vojvode Oda III., je bil dolgo časa keltsko in kasneje rimsko svetišče. Od 14. stoletja je bil Beaune skupaj z Dijonom rezidenca burgundskih vojvod. V 15. stoletju se je začela gradnja mestnega obzidja, katerega veliki deli so še danes ohranjeni. Danes nekatera od njih služijo kot skladišča vina za večje trgovce z vinom. 

### Ustanovitev hospicev v Beauneu leta 1443
Leta 1422 je Nicolas Rolin postal kancler burgundskega vojvode Filipa Dobrega. Bil je tesno povezan z Ivanom Neustrašnim, ki je bil boter njegovega tretjega sina. Ovdovel se je leta 1421 poročil z Guigone de Salins, pripadnico plemstva Franche-Comté. Z njo je leta 1443 ustanovil Hospices de Beaune, kjer je leta 1452 ustanovil nov verski red: Hospitalske sestre iz Beaunea. Prav on je pri flamskem slikarju Rogieru van der Weydnu naročil poliptih Zadnje sodbe za hospice.

### Burgundija leta 1477
Burgundski stanovi so 29. januarja 1477 po smrti Karla Drznega priznali Ludvika XI. za suverena. Ko je Burgundijo okupirala kraljeva vojska pod vodstvom Ivana IV. Chalonskega, Georgesa de la Trémoillea in Karla d'Amboisa, se je Beaune zbral na strani Marije Burgundske proti francoskemu kralju Ludviku XI. Upor v Beauneu, pa tudi v Semur-en-Auxoisu in Châtillon-sur-Seineu, je bil hitro zadušen. Vendar je kralj oktobra 1478 s patentnim pismom dokončno potrdil mestne privilegije.

### Utrdbe
Vrnitev Burgundije pod okrilje Francije pod Ludvikom XI. je privedla do utrditvene kampanje, ki je mestu dala sedanjo podobo. Prva faza gradnje, ki je potekala med letoma 1478 in 1502, je vzpostavila citadelo in prvo obzidje. Med letoma 1513 in 1524 so na vogalih mesta zgradili 'velike stolpe', obzidje pa so odebelili. V zadnji fazi leta 1636 so utrdbe posodobili z dodajanjem bastijonov na slabše branjenih straneh.

### Velika zima leta 1709
Poleti 1708 je močno deževalo in poškodovalo letno letino. 2. januarja 1709, ko je začelo deževati, takoj zatem pa je zapihal ledeno mrzel veter, se je začela izjemna zima. Veter, ki je pihal do 25. januarja, brez snega, ki bi ščitil pridelke, je uničil pridelke in sadno drevje, poškodoval trto in zamrznil reke. Reka Bouzaise je v dveh urah zamrznila. Celo vino se je v steklenicah in sodih spremenilo v led. Ptice in perutnina niso preživele polarnega mraza. Da bi rešili potepuhe, popotnike in revne, so kurili javne ognje. Po kratkem predahu, ki ga je spremljal dež, je od začetka februarja padal sneg, in ko se je stopil, so se reke razlile in poplavile podeželje. Aprila se je pojavilo sonce, ki je oživilo polja in prebivalcem prineslo toploto, a ledeno mrzel dež je uničil semena do korenin.
Posledice te velike zime so bile za prebivalstvo katastrofalne. Da bi pomiril napetosti, se je občinski svet odločil blokirati vse zaloge pšenice in jih popisati, da bi jih bolje upravljal in razdelil. Beaune ustvaril rezervo, kljub dejstvu, da leta 1709 žetve pšenice in grozdja skoraj ni bilo.

### Od leta 1790 dalje
Departma Côte-d’Or je bil ustanovljen 4. marca 1790 s strani ustavodajne skupščine iz nekdanje province Burgundije.
Februarja 1814 je bilo v Beauneju 6000 mož pod poveljstvom barona de Scheitherja, ki je vodil operacije v jugovzhodni Franciji za zavzetje Chalon-sur-Saôneja iz rok Napoleonovih čet med francosko kampanjo leta 1814, v kateri je Napoleon poskušal preprečiti invazijo šeste koalicije na Francijo.
Leta 1881 je komisija Hospices de Beaune izvedla projekt preoblikovanja svoje vrtnarske šole v vinogradniško šolo.
Med prvo svetovno vojno je Beaune postal eno od zalednih oporišč Ameriških ekspedicijskih sil (AEF) in njihovih 2 milijona mož v Franciji. Leta 1918 je bila pred vrati mesta zgrajena Ameriška vojaška bolnišnica; z 20.000 posteljami je postala ena največjih v Evropi.
Univerza AEF v Beauneu je bila odprta od februarja do junija 1919, na njej pa se je usposabljalo 15.000 ameriških vojaških študentov, na fakulteti pa je bilo 600 učiteljev in osebja.
Nemci so v Beaune prispeli 17. junija 1940. Beaune je bil osvobojen leta 1944.
31. julija 1982 se je na avtocesti A6 v Beauneu zgodila najsmrtonosnejša nesreča v Franciji. V nesreči sta bila udeležena dva avtobusa in trije avtomobili. V nesreči je umrlo 53 ljudi, od tega 44 otrok, ki so vsi zgoreli v avtobusu med počitnicami v gorah.
Leta 2024 bo Beaune gostil štafetni prenos olimpijske bakle (12. julija 2024).

## Vino
Glavni članek: Vino Beaune
Beaune je eno ključnih vinskih mest v delu Côte de Beaune v vinski regiji Burgundija. Čeprav Beaune sam nima poimenovanega Grand cruja, je središče vinske industrije v regiji, saj je tukaj veliko večjih burgundskih trgovcev. Beaune je znan po svoji letni dobrodelni vinski dražbi v imenu Hospices de Beaune.
Je na cesti Route des Grands Crus, ki poteka skozi vinograde, severno od Beaunea do Gevrey Chambertina in Nuits-Saint-Georgesa ter južno do Nolaya, Saisyja in Autuna.

## Mesto
Beaune je središče storitev v vinski industriji (kot so traktorji in oprema za kadi), pa tudi številnih inštitutov in izobraževalnih ustanov, povezanih z vinom. Železniško postajo oskrbuje TGV prek Dijona ali Lyona.
Okoli osrednjega trga je zbrano obsežno 'tradicionalno' nakupovalno območje s poudarkom na gurmanski hrani, modi in vinu, medtem ko so veliki supermarketi, poslovni parki itd. na obrobju mesta.
Beaune ima ob sobotah veliko tržnico z dobro hrano, kjer je veliko stojnic, ki ponujajo širok izbor izdelkov in specialitet iz Burgundije in okoliških regij. Na primer, piščanci Bresse, siri Jura, drobnarije, začimbe, pridelki vseh vrst, pa tudi sezonske specialitete, kot so tartufi. Ob sredah je manjša tržnica, skozi vse leto pa potekajo tržnice in festivali s posebnimi dogodki.
Beaune privablja veliko število turistov, po podatkih Hôtel Dieu jih je vsako leto približno 400.000.
Beaune je eno od številnih mest v Evropi, ki trdi, da je imelo ključno vlogo pri »izumljanju filma«; to odražajo številne freske in druge turistične znamenitosti.

## Geografija
Tehnično gledano je Beaune občina v vzhodni Franciji, podprefektura departmaja 21, departmaja Côte-d'Or, v regiji Burgundija - Franche-Comté.
Ime Beaune izhaja iz latinizirane galske besede Belena, ki je bila ime izvira, okoli katerega je bilo naselje. To ime pa izhaja iz Belen ali Belenos, boga hitro tekoče vode. Tam je bila v prvem stoletju našega štetja zgrajena rimska utrdba in že v 13. stoletju je bila to uspešna vinorodna regija.
Mesto oskrbuje majhna reka Bouzaise (ali Bouzaize), katere izvir je v javnem parku na severovzhodnem robu mesta.
Beaune ima polkontinentalno podnebje z oceanskim vplivom, ki se kaže s pogostim deževjem v vsakem letnem času (čeprav ga ima jesen največ, poleti pa najmanj) in pogostimi vremenskimi spremembami. Med letnimi časi so znatne temperaturne razlike, za katere so značilne hladne zime s pogostim sneženjem in vroča poletja z včasih silovitimi nevihtami.[potreben citat] Prav to podnebje ustvarja edinstveno okolje, po katerem je Côte d'Or znana.

## Uprava
Od 1. januarja 2024 je Beaune kategoriziran kot vmesno urbano središče v skladu z novo 7-stopenjsko mrežo gostote občin, ki jo je leta 2022 opredelil INSEE. Spada v urbano enoto Beaune, enoobčinsko urbano enoto, ki predstavlja izolirano mesto. Poleg tega je občina del privlačnega območja Beaune, katerega osrednja občina je. To območje, ki vključuje 64 občin, je kategorizirano v območja s 50.000 do manj kot 200.000 prebivalci.
Beaune je razdeljen na 13 okrožij:
- Blanches Fleurs ;
- Bretonnière - Vérottes ;
- Centre-ville ;
- Challanges ;
- Champagne - Saint-Nicolas ;
- Madeleine / Gare / Route de Seurre ;
- Gigny ;
- Le Camp Américain ;
- Les Ares Cautains ;
- Les Echaliers ;
- Les Vignes Rouges ;
- Saint-Jacques ;
- Saint-Martin / La Montagne.

## Zanimivosti
Beaune je na seznamu francoskih umetnostno-zgodovinskih mest.
- hospic Hotel-Dieu iz 15. stoletja, je nekdanja bolnišnica iz 15. stoletja (1443); kot bolnišnica je bila uporabljena do leta 1971.
- Kolegijska cerkev Notre-Dame iz 12. stoletja, ki je bila leta 1958 povzdignjena v baziliko, je mojstrovina burgundske romanske arhitekture. Zgrajena je v slogu tretje cerkve v Clunyju in ima izjemno dekoracijo v gotskem koru: petdelne tapiserije, ki prikazujejo življenje Device Marije, so bile stkane v Tournaiju okoli leta 1500 po načrtih burgundskega umetnika. Ta visokokakovostna serija 19 prizorov je še posebej presenetljiva zaradi svoje svetlosti in fine izvedbe.
- dvorec Burgundskih vojvodov - Hôtel des Ducs de Bourgogne- stoji nedaleč od bolnišnice. Bil je nekdanja rezidenca burgundskih vojvod v Beauneu. Njegove lesene stavbe, združene okoli dvorišča, ustvarjajo slikovito okolje. V teh stavbah je danes muzej burgundskega vina, posvečen zgodovini vinogradništva.
- bolnišnica sv. Trojice - Hospice de la Charité, iz sredine 17. stoletja,
- urni stolp iz 13. in 14. stoletja,
- cerkev sv. Nikolaja,
- muzej lepe umetnosti.
- Staro mestno jedro obdaja približno dva kilometra dolgo krožno mestno obzidje iz 15. stoletja. Po priključitvi Beaunea k kraljestvu Francije pod Ludvikom XI. je bilo obnovljeno in okrepljeno. Mestno obzidje ima osem bastijonov.
- V središču mesta so številne hiše iz zgodnjega novega veka. Hiše iz 16. stoletja še vedno stojijo, zlasti na ulici Rue de Lorraine.

- Hôtel-Dieu, notranjost
- Cerkev Notre-Dame de Beaune
- Stavba hranilnice Beaune
- Hiša Colombier

## Osebnosti
- Gaspard Monge (1746 - 1818), matematik, začetnik opisne geometrije,
- Gaston Chevrolet (1892 - 1920), avtomobilski dirkač, soustanovitelj tovarne avtomobilov Chevrolet.

## Pobratena mesta
Mesto Beaune je pobrateno z naslednjimi mesti:
- Bensheim (Hessen, Nemčija) od 12. junija 1960
- Kōšū (Honšu, Japonska) od 18. septembra 1976
- Krems (Spodnja Avstrija, Avstrija) od 23. maja 1976
- Malmedy (Valonija, Belgija) od 11. junija 1962
- Nantucket (Massachusetts, ZDA) listina o prijateljstvu podpisana 21. oktobra 2006